# Mossaholmen, Ingå
Mossaholmen är en ö i Finland. Den ligger i Finska viken och i kommunen Ingå i den ekonomiska regionen  Raseborg i landskapet Nyland, i den södra delen av landet. Ön ligger omkring 53 kilometer väster om Helsingfors.
Öns area är 5,2 hektar och dess största längd är 400 meter i nord-sydlig riktning. Ön höjer sig omkring 25 meter över havsytan.